# Gondwana Research
Gondwana Research est une revue scientifique à comité de lecture publié depuis 1997, dont le champ d'application est « toutes sciences de la terre » et qui met l'accent sur l'origine et l'évolution des continents. Elle fait partie du groupe Elsevier, publiée par le Journal Center, China University of Geosciences Beijing, 29 Xueyuan Road, Beijing 100083, Chine.

## Description
Gondwana Research est publié par Elsevier pour l'Association internationale pour la recherche sur le Gondwana. Le rédacteur en chef est Santosh Madhava Warrier (généralement appelé Santosh) de l'Université chinoise des géosciences. Son nom dérive de l'ancien continent Gondwana.
La revue publie, entre autres, des articles de recherche originaux et des revues sur tous les sujets des géosciences qui traitent de la Terre solide, avec un accent particulier sur les articles liés à la formation et au développement des continents ainsi qu'à leur structure et à leurs ressources. Sur le plan thématique, la revue couvre une grande partie des sujets des géosciences et permet également la publication de travaux transdisciplinaires qui dépassent les frontières disciplinaires. Les articles de toutes les périodes géologiques sont acceptés. Les articles courts contenant des découvertes importantes ou des modèles innovants ont le potentiel d’être publiés rapidement.

## Facteur d'impact
Le facteur d’impact en 2016 était de 6,959 et le facteur d’impact sur cinq ans était de 7,504. Cela a placé la revue quatrième sur 188 revues scientifiques dans la catégorie « géosciences multidisciplinaires » en termes de facteur d’impact sur deux ans.
Le facteur d’impact en 2022 était de 6,1